# Debbye Turner
Debbye Turner (Honolulu, 19 settembre 1965) è una modella statunitense, incoronata Miss America 1990.

## Biografia
Cresciuta a Jonesboro (Arkansas), Debbye Turner si classificò al secondo posto del concorso Miss Black Teenage World pageant 1981. Nel 1989, vinse il titolo di Miss Missouri e l'anno successivo fu incoronata Miss America. La Turner è stata la terza donna afroamericana e la prima Miss Missouri ad essere incoronata Miss America. Nel 1991 ha ottenuto il dottorato  di Medicina Veterinaria.
Nel 1995 debutta come conduttrice televisiva nello show Show Me St. Louis, trasmesso dalla KSDK, affiliata di St. Louis della NBC. Dal 2001 in poi ha lavorato come giornalista per The Early Show su CBS News, oltre ad aver condotto sporadicamente CBS Morning News. Nel 2010, è apparsa nei programmi Cats 101 e Dogs 101 in onda su Animal Planet.